# Lóegaire Lorc
Lóegaire Lorc, fils de Úgaine Mor, est selon les légendes médiévales et la tradition pseudo historique irlandaise un Ard ri Erenn.

## Règne
Le Lebor Gabála Érenn indique qu'il succède directement à son père après que ce dernier ait été tué par Bodbchad, bien que  Geoffrey Keating  et les Annales des quatre maîtres précisent que Bodbchad avait exercé le pouvoir pendant un jour et demi avant que  Lóegaire le tue.
Il règne deux ans. Son frère Cobthach Cóel Breg qui convoitait le trône, prend le conseil d'un druide et prétend être malade afin que Lóegaire lui rende visite. Lorsqu'il arrive, Cobthach feint d'être mort  et quand Lóegaire en deuil se penche sur son corps il lui donne un coup de dague. Cobthach paie ensuite des suivants afin qu'ils empoisonne Aillil Áine, le fils de  Lóegaire et il oblige Labraid  le fils d'Aillil à manger les cœurs de son père et de son grand-père ainsi qu'une souris avant de l'obliger à s'exiler, soi-disant parce  Labraid était considéré comme l'homme le plus accueillant d'Irlande. Le Lebor Gabála synchronise son règne avec celui de  Ptolémée II Philadelphe (281-246 av. J.-C. ). La chronologie de Keating Foras Feasa ar Éirinn date le règne de  Bodbchad de 411-409 av. J.-C. et les Annales des quatre maîtres de 594-592 av. J.-C.

## Source
- (en) Cet article est partiellement ou en totalité issu de l’article de Wikipédia en anglais intitulé « Lóegaire Lorc » (voir la liste des auteurs), édition du 9 avril 2012.